# Burketown
Burketown ist eine Kleinstadt im äußersten Nordwesten von Queensland, Australien. Sie liegt am Albert River etwa 30 Kilometer vor dessen Mündung in den Golf von Carpentaria und ungefähr 2.100 Kilometer nordwestlich der Landeshauptstadt Brisbane, 210 Kilometer westlich von Normanton und 420 Kilometer nördlich von Cloncurry und Mount Isa. Sie ist der Sitz des lokalen Verwaltungsgebiets (LGA) Burke Shire Council.

## Geschichte
Die Gegend wurde ursprünglich Provinz of Prince Albert, nach Prinz Albert, dem Gemahl von Königin Victoria, benannt. Die Stadt erhielt ihren Namen 1861 im Gedenken an Robert O’Hara Burke, einem irischen Entdecker, welcher in jenem Jahr starb. Burke leitete gemeinsam mit William John Wills die Burke-und-Wills-Expedition, welcher als erste von Europäern durchgeführte Expedition die Durchquerung des australischen Kontinents von Süden nach Norden gelang und diese Gegend erreichte.
Bereits in den ersten Jahren nach dieser Expedition wurde die Gegend um die Stadt besiedelt und zahlreiche Rinderfarmen entstanden. Die Stadt Burketown war das Zentrum der Gegend und Versorgungsstation für die umliegenden Farmen. Die anfängliche Euphorie, dass die Stadt wachsen und ein wichtiges Zentrum im äußersten Nordwesten Queenslands werden könnte, wurde jedoch schon bald gebremst: Tropische Krankheiten sowie ein tropischer Zyklon im 5. März 1887 mit sieben getöteten Menschen dezimierten die Bevölkerung. Im März 1887 wohnten 138 Personen im Ort, der aus vier Hotels, einem Gemischtwarengeschäft, acht wetterfesten Häusern und drei Gebäuden der Polizeitruppe bestand. Der Wirbelsturm zerstörte damals zwei Hotels und fünf wetterfeste Häuser.
Im Jahr 1991 erreichte die Bevölkerung von Burketown mit 265 Einwohnern ihren höchsten Stand.

## Gegenwart
2021 hatte Burketown 167 Einwohner. Die Stadt ist bekannt als Barramundi-Hauptstadt Australiens, und ein Angelwettbewerb wird jedes Jahr zu Ostern abgehalten. Burketown liegt an der Great Top Road, welche Teil des Savannah Way und des National Highway 1 ist. Dieser führt von Cairns an der Ostküste Australiens, durch den tropischen Norden des Landes über das Northern Territory bis nach Broome in Western Australia.

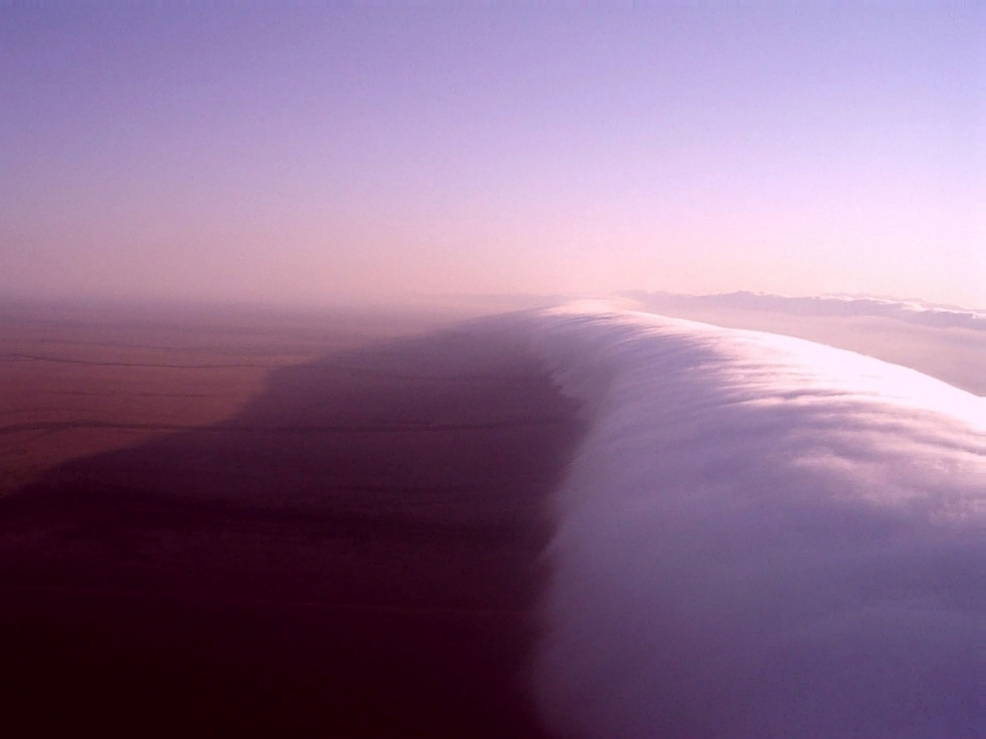
Morning Glory Cloud

## Wetter
Aufgrund seiner nördlichen Lage gibt es in Burketown eine Regenzeit in den Sommermonaten und eine Trockenzeit in den Wintermonaten. Während der Regenzeit kann es vorkommen, dass die Stadt für Wochen von der Außenwelt abgeschnitten ist.
Ein besonderes Wetterphänomen ist die als Morning Glory Cloud bekannte Wolkenformation, welche in den Monaten August bis November entstehen kann. Die Morning Glory Cloud erreicht eine Länge von 1000 Kilometern und einen Kilometer Höhe. Das langgezogene Wolkengebilde bewegt sich mit einer Geschwindigkeit von bis zu  60 km pro Stunde vorwärts. Die Morning Glory Clouds können in Burketown besonders gut beobachtet werden.